# Graphium sarpedon
Graphium sarpedon, auch Kolibrifalter, ist ein Schmetterling aus der Familie der Ritterfalter (Papilionidae) und der Unterfamilie der Schwalbenschwänze (Papilioninae).

## Merkmale

### Falter
Der Falter besitzt lange, dreieckige Vorderflügel mit einer Spannweite von 60 bis 90 Millimeter. Die Hinterflügel sind an den Rändern gezahnt und ebenfalls recht lang und gebogen; sie besitzen keine Schwanzanhänge. Die Grundfarbe des Körpers sowie der Flügel ist schwarz. Blaugrüne, hellgrüne bis tiefblaue durchscheinende Bänder auf den Vorder- sowie Hinterflügeln, welche von zarten schwarzen Adern durchzogen werden, sind charakteristisch für diesen Falter. Am Außenrand der Hinterflügel befinden sich ebensolche blaugrüne sichelförmigen Punkte, die auf deren Unterseite rötlich schimmern. Nahe der Basis an der Unterseite der Hinterflügel befindet sich ebenso ein roter Fleck.
Männchen sind von den Weibchen nur an den Duftbeuteln  zu unterscheiden, die sie am Innenrand der Hinterflügel tragen. Ansonsten sind beide Geschlechter identisch gefärbt.

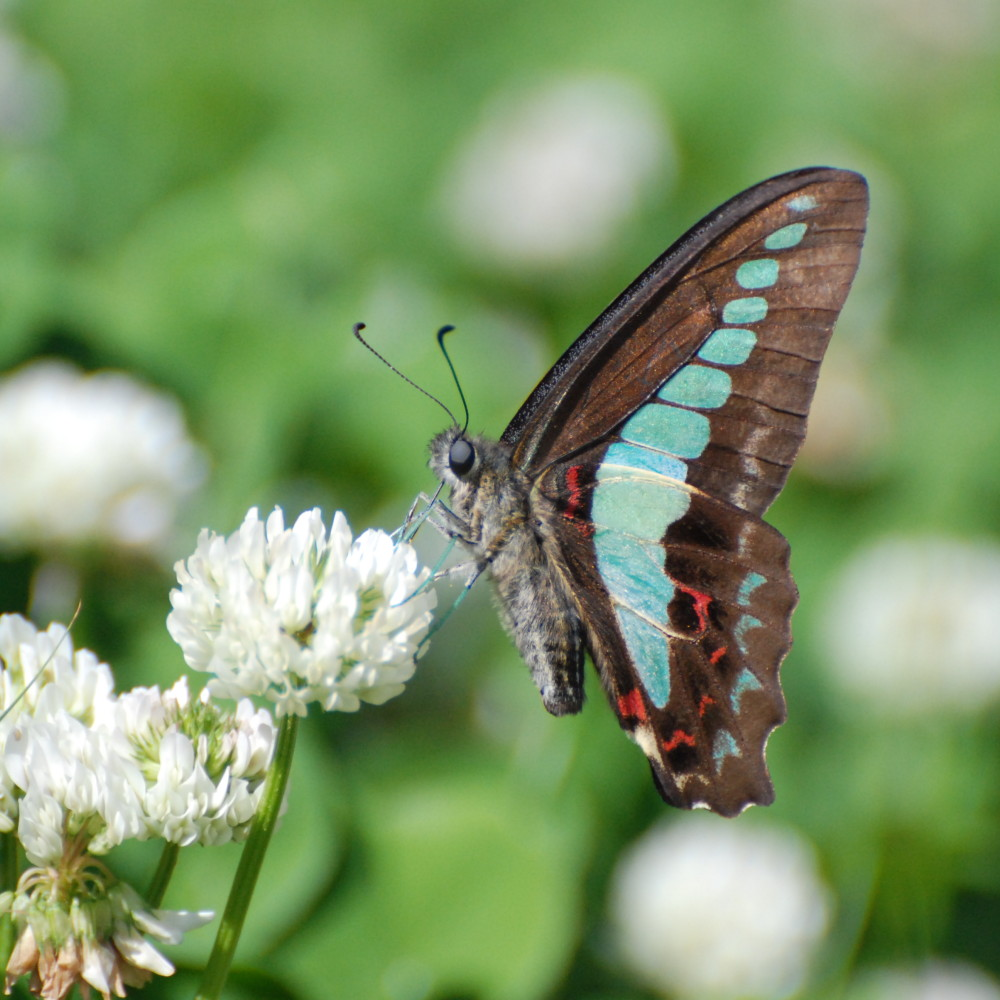
Rote Punkte auf der Unterseite

### Ei
Die Eier sind cremig weiß und haben einen Durchmesser von ca. 1,2 Millimeter.

### Raupe
Die Raupen von Graphium sarpedon sind in ihrem Anfangsstadium kurz nach dem Schlupf blass gelblich-braun und verfärben sich einige Stunden später in ein dunkleres Grünbraun. Sie besitzen kurze paarweise seitliche Stacheln an den vorderen drei Thoraxsegmenten und ein weißes Paar Stacheln am Analsegment. Ebenso verfügt ihr Körper über dorsale wie laterale Tuberkel mit langen Haaren. Nach ca. zwei Tagen erreicht die Raupe den Höhepunkt ihres Anfangsstadiums. Ihr Körper wirkt dann wie „aufgepumpt“, ist ca. 5 Millimeter lang und nimmt eine gelblich-braune Färbung mit grünem Unterton an. Danach ruht sie einige Zeit. Im zweiten Stadium vergrößern sich das zweite und das dritte Thoraxsegment, während sich der Bereich des Rumpfes zwischen Brust und Becken zum Analsegment hin verjüngt. Im Bereich des Kopfes und des Hinterleibes dunkelt die Raupe immer weiter nach, während sie nach weiteren zwei Tagen ins dritte Raupenstadium kommt. Ihre Körperfarbe ist dann von einem dunklen Gelbgrün schattiert, und sie ist 6–8 Millimeter lang. Die vorderen Stacheln verfärben sich schwarz mit von der Spitze ausgehenden bläulich leuchtenden Punkten. Zum Ende dieses Stadiums ist die Raupe 10–12 Millimeter groß und kommt dann in das vierte Stadium. Die Farbe ist dann vornehmlich gelblich-grün mit gelben Sprenkeln. Auf dem Rücken verbindet eine gelbe Linie die Stacheln des dritten Thoraxsegments. Ebenso verläuft auf jeder Seite des Körpers eine schwache, dünne gelbe Linie. Das Analsegment verfärbt sich hier in ein Blaugrün. Nach zwei Tagen in diesem Stadium ist die Raupe 19–20 Millimeter lang. Im fünften Stadium, welches ca. vier Tage dauert, kommt die gelbe Linie zwischen den Stacheln des dritten Thoraxsegments deutlicher zum Vorschein, ebenso werden die Spitzen der Stacheln von deren Ende her weißlich. Zum Ende dieses Stadiums ist die Raupe 40–43 Millimeter lang. Sie wird dann fast gänzlich grün und verliert die gelben Linien sowie Sprenkel. Ebenso verkürzt sich ihre Länge allmählich.

### Puppe
Die Puppe hängt an einem seidenen Faden von der Blattoberfläche und ist mit einem Anker am Analsegment gesichert. Sie ist von grüner Farbe mit einem schlanken, spitz zulaufenden und einem dickeren, stumpfen Ende. Zwei gelbliche Streifen ziehen sich vom Kopf bis zur Spitze des Schwanzes über den Rücken und geben der Puppe das Aussehen eines geäderten Blattes. Die Puppenruhe dauert ca. zehn Tage. Einen Tag vor dem Schlüpfen des Falters scheinen dessen Flügel bläulich-grün durch den Kokon.

## Verhalten und Lebensweise

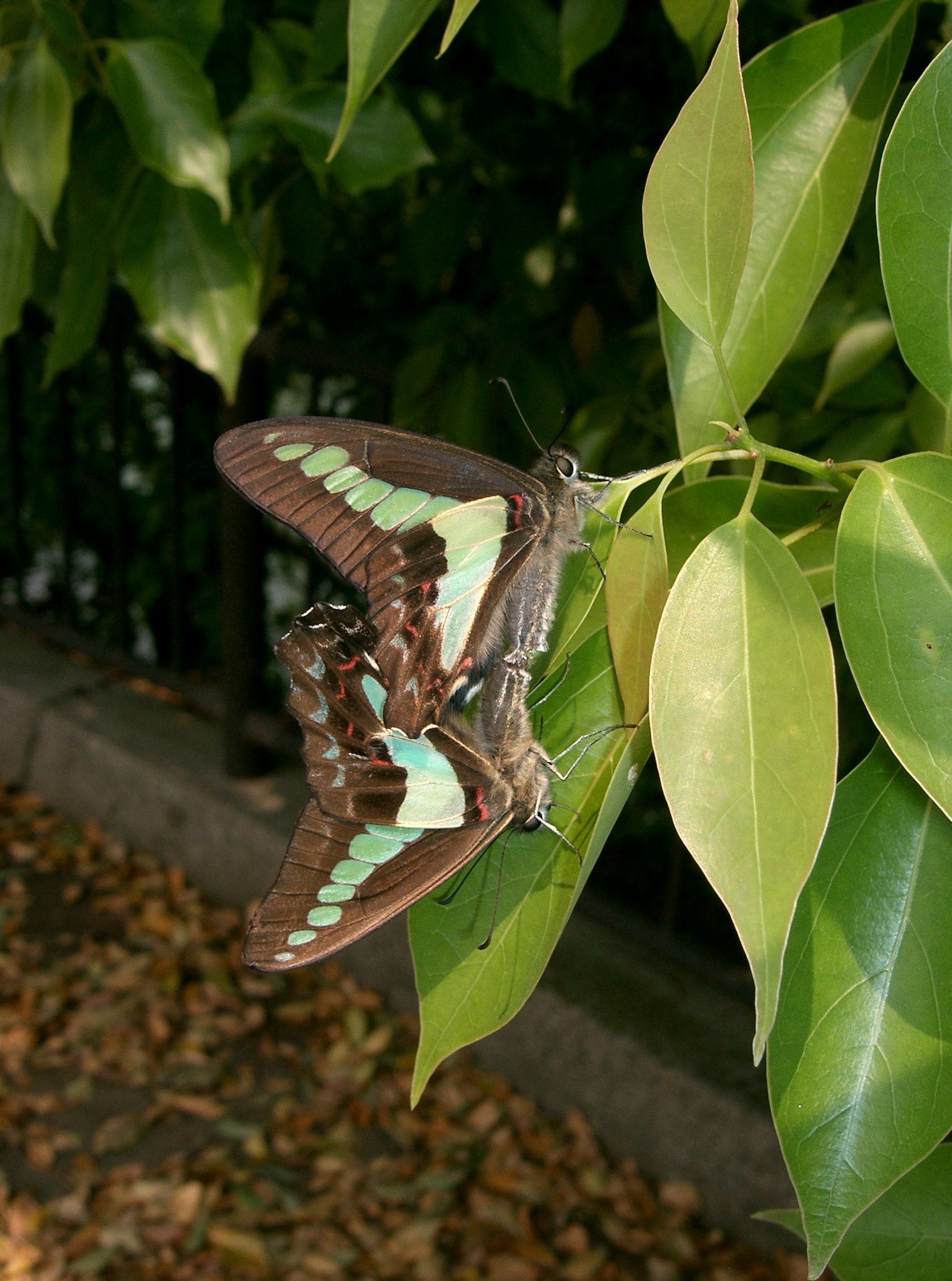
Bei der Paarung

Die Eier werden von den Weibchen an Pflanzen aus fünf Familien, unter anderem Myrtaceae und Lauracea, in geringer Höhe über dem Boden auf frischen Blättern oder Triebspitzen abgelegt. Nach drei Tagen schlüpfen die Raupen.
Zum Verpuppen bringen sich die Raupen auf einem Blatt in eine aufrechte Position, um sich dann einen Tag später zu verpuppen.
Frisch geschlüpfte Raupen sind ca. 3 Millimeter lang und beginnen direkt nach dem Schlupf mit dem Auffressen der Eierschale. Die Raupe frisst bevorzugt an Zimtbäumen (Cinnamomum verum). Da sie nicht sehr wählerisch ist, frisst sie auch an Kampferbaum (Cinnamomum camphora), Lorbeerbaum (Laurus nobilis) und Myrte (Myrtus communis). Raupen werden meist in geringer Höhe über dem Boden gefunden.
Adulte Falter fliegen bevorzugt in Höhe der Baumwipfel. Sie sind hierbei sehr schnell und wendig. Oft findet man sie aber auch an Wegrändern, wo sie auf mit Urin verseuchtem Sand saugen. Hier sind sie gelegentlich in großen Gruppen anzutreffen. Außer bei der Eiablage und an ihren Futterpflanzen finden sich Weibchen seltener in Gruppen zusammen. Die Falter saugen Nektar von Blüten wie dem Wandelröschen (Lantana camara), nehmen aber auch Mineralstoffe durch Feuchtigkeit und Dung in Schmutzwasser auf.

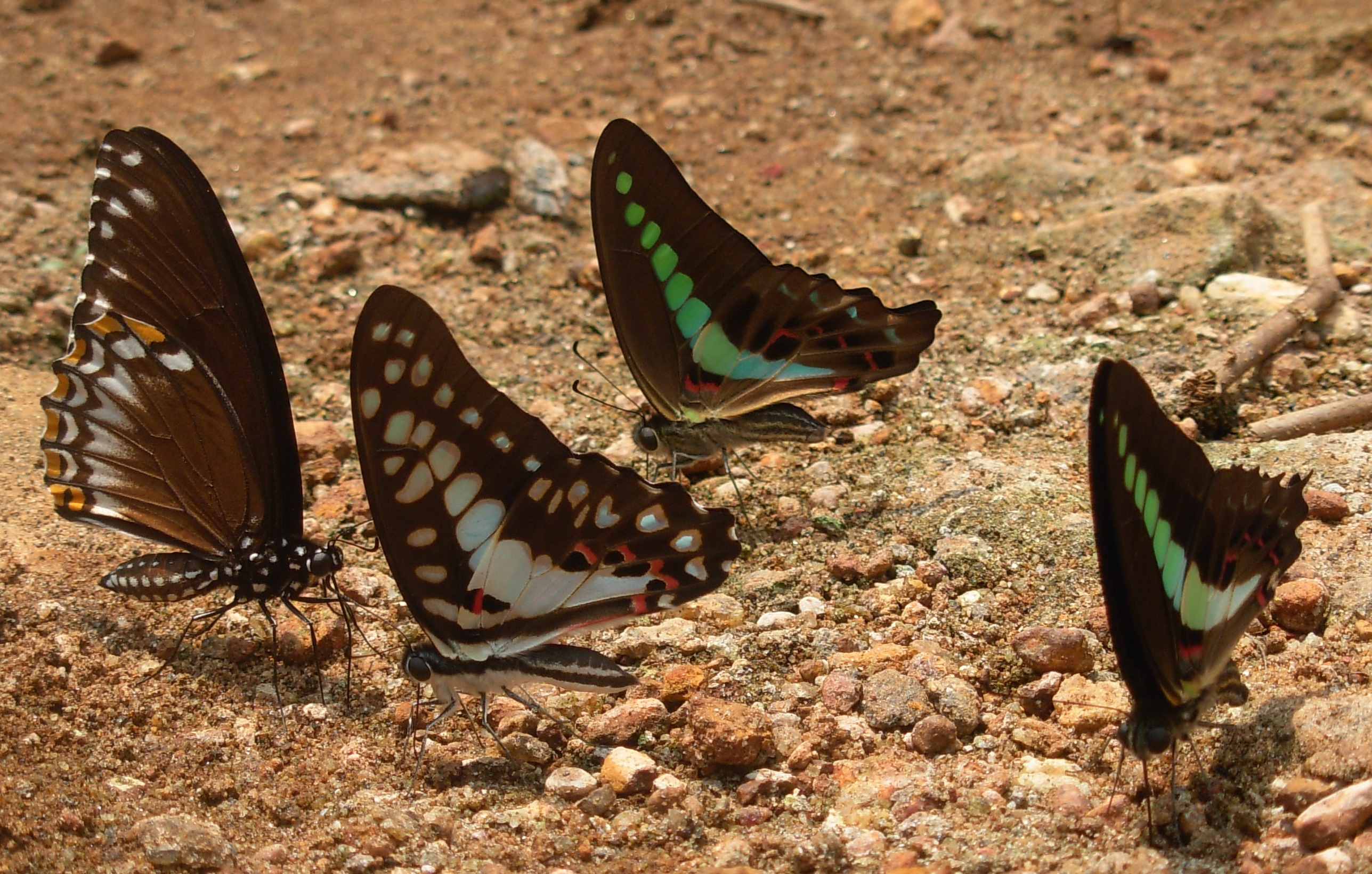
Gruppe zusammen mit anderen Schmetterlingen beim Aufnehmen von Mineralien

## Verbreitung und Lebensraum
Die Art ist recht häufig und besiedelt offenes Waldland, Flussufer, Lichtungen und Tieflandregenwälder von Indien über Burma, Thailand, China bis Japan und Korea sowie Malaysia, Indonesien bis Australien.

## Status
Die Raupe gilt in manchen Gegenden als Schädling.

## Unterarten
Neben der Nominatform werden folgende Unterarten unterschieden:
- Graphium sarpedon sarpedon (Linnaeus, 1758) – Tibet, West-, Zentral- und Südost-China
  - Graphium sarpedon semifasciatus (Honrath, 1888) – Generation nur zur Regenzeit
- Graphium sarpedon nipponum (Fruhstorfer, 1903) – Korea, Japan, Ryūkyū-Inseln
  - Graphium sarpedon nipponum sarpedonides (Fruhstorfer, 1909) – Frühlingsgeneration
  - Graphium sarpedon nipponum nipponum (Fruhstorfer, 1903) – Sommergeneration
- Graphium sarpedon connectens (Fruhstorfer, 1908) – Taiwan
  - Graphium sarpedon connectens latifasciata (Kato, 1926) – Frühlingsgeneration
  - Graphium sarpedon connectens connectens (Fruhstorfer, 1908) – Sommergeneration
- Graphium sarpedon corbeti (Toxopeus, 1951) – Nord Indien, Burma, Tonkin, Hainan
  - Graphium sarpedon corbeti melas (Fruhstorfer, 1907) – Generation zur Regenzeit nicht aber im Herbst
  - Graphium sarpedon corbeti gemmatus (Toxopeus, 1951) – Generation zur Trockenzeit
- Graphium sarpedon teredon Felder, 1865) (Rudolf Felder – Ceylon, Süd Indien
- Graphium sarpedon luctatius (Fruhstorfer, 1907) – Natuna-Inseln, Anambasinseln, Bangka, Belitung, Borneo, Enggano, Sumatra, Malaysia, Thailand, Laos
- Graphium sarpedon colus (Fruhstorfer, 1907) – Palawan
- Graphium sarpedon pagus (Fruhstorfer, 1907) – Philippinen
- Graphium sarpedon rufofervidus (Fruhstorfer, 1898) – Nias
- Graphium sarpedon phyris (Jordan, 1937) – Mentawai-Inseln
- Graphium sarpedon lycianus (Toxopeus, 1951) – Java, Bali
- Graphium sarpedon rufocellularis (Fruhstorfer, 1905) – Bawean
- Graphium sarpedon adonarensis (Rothschild, 1896) – Flores, Adonara, Sumbawa
- Graphium sarpedon jugans (Rothschild, 1896) – Sumba
- Graphium sarpedon timorensis (Rothschild, 1896) – Timor, Wetar
- Graphium sarpedon choredon (C.& R.Felder, 1864) – New South Wales, Queensland
- Graphium sarpedon messogis (Fruhstorfer, 1907) – Aru-Inseln, Waigeo, Nordwest Neuguinea, D’Entrecasteaux-Inseln, Woodlark
- Graphium sarpedon imparilis (Rothschild, 1895) – Bismarck-Archipel
- Graphium sarpedon impar (Rothschild, 1895) – Kolombangara, Gizo, Vella Lavella, Rendova
- Graphium sarpedon sander (Godman & Salvin, 1888) – Guadalcanal, Choiseul, Bougainville
- Graphium sarpedon shortlandica (Ribbe, 1900) – Shortland-Inseln, Alu, nicht gesichert

### Einzelnachweis
1. ↑  The Papua Insects Foundation: im InternetArchive abgerufen am 8. November 2020